# 522 до н. е.

## Події

#### Греція
- 3-ій рік 64 Олімпіади.

#### Персія
- квітень — смерть Камбіса II;
- 29 вересня — Дарій вбиває Бардію (мага Гаумату);
- до/близько серед. грудня — у Еламі схоплено та страчено заколотника Ащину, сина Упадарми;
- після/близько 18 грудня — захоплено та страчено заколотника Нідінту-Беле у Вавилоні.

## Померли
- квітень — Камбіс II, перський цар та єгипетський фараон
- грудень — Навуходоносор III, самопроголошений вавилонський цар, лідер антиперського повстання
- Полікрат — самоський тиран.

| рік | Це незавершена стаття про рік. Ви можете допомогти проєкту, виправивши або дописавши її. |